# Seifersdorfer Mühle

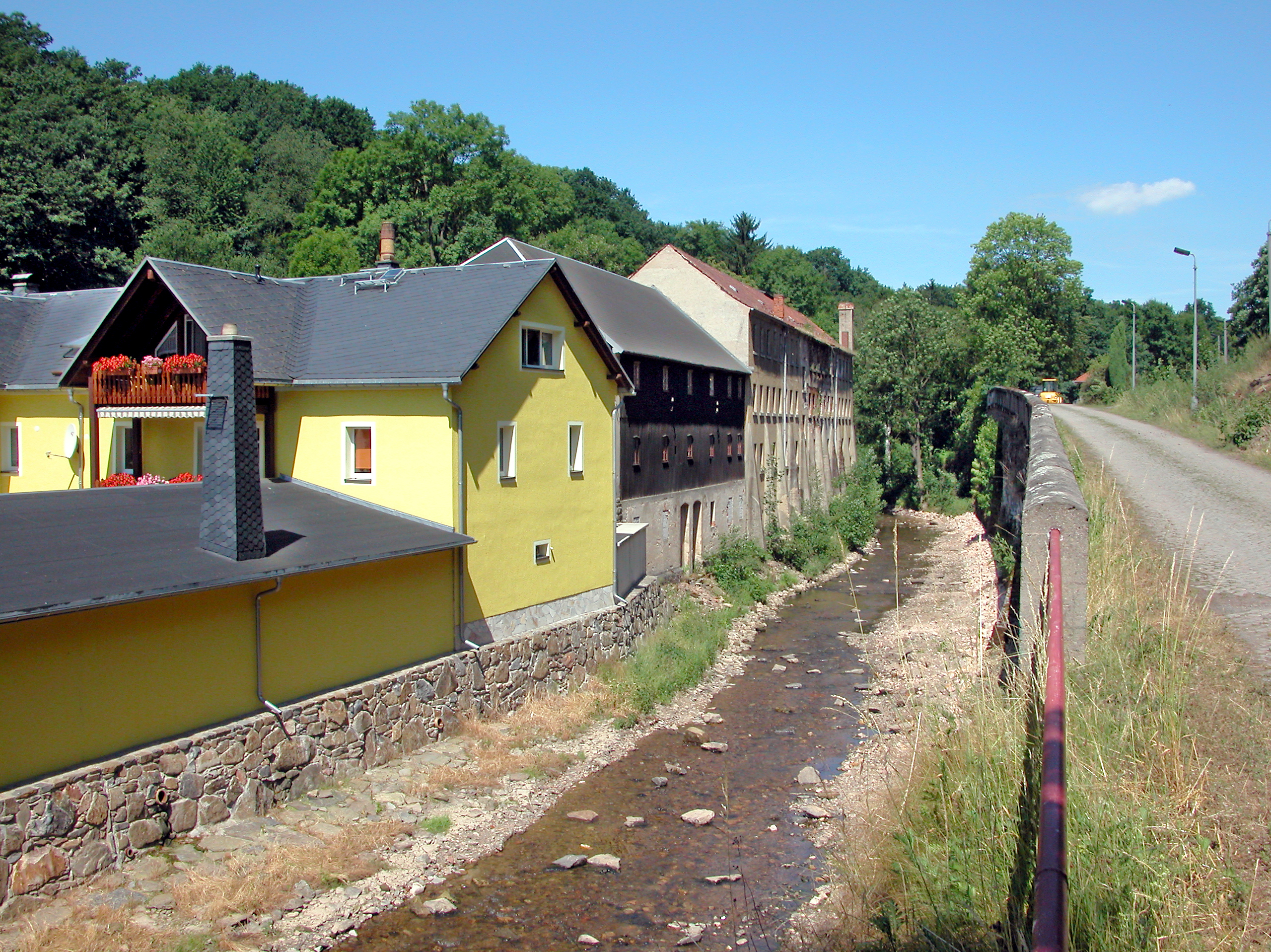
Seifersdorfer Mühle 2008

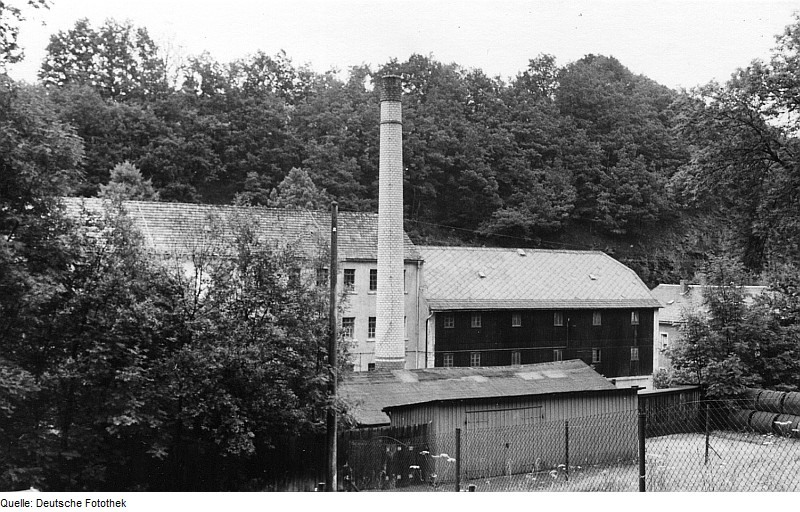
Möbelfabrik und Schornstein 1986

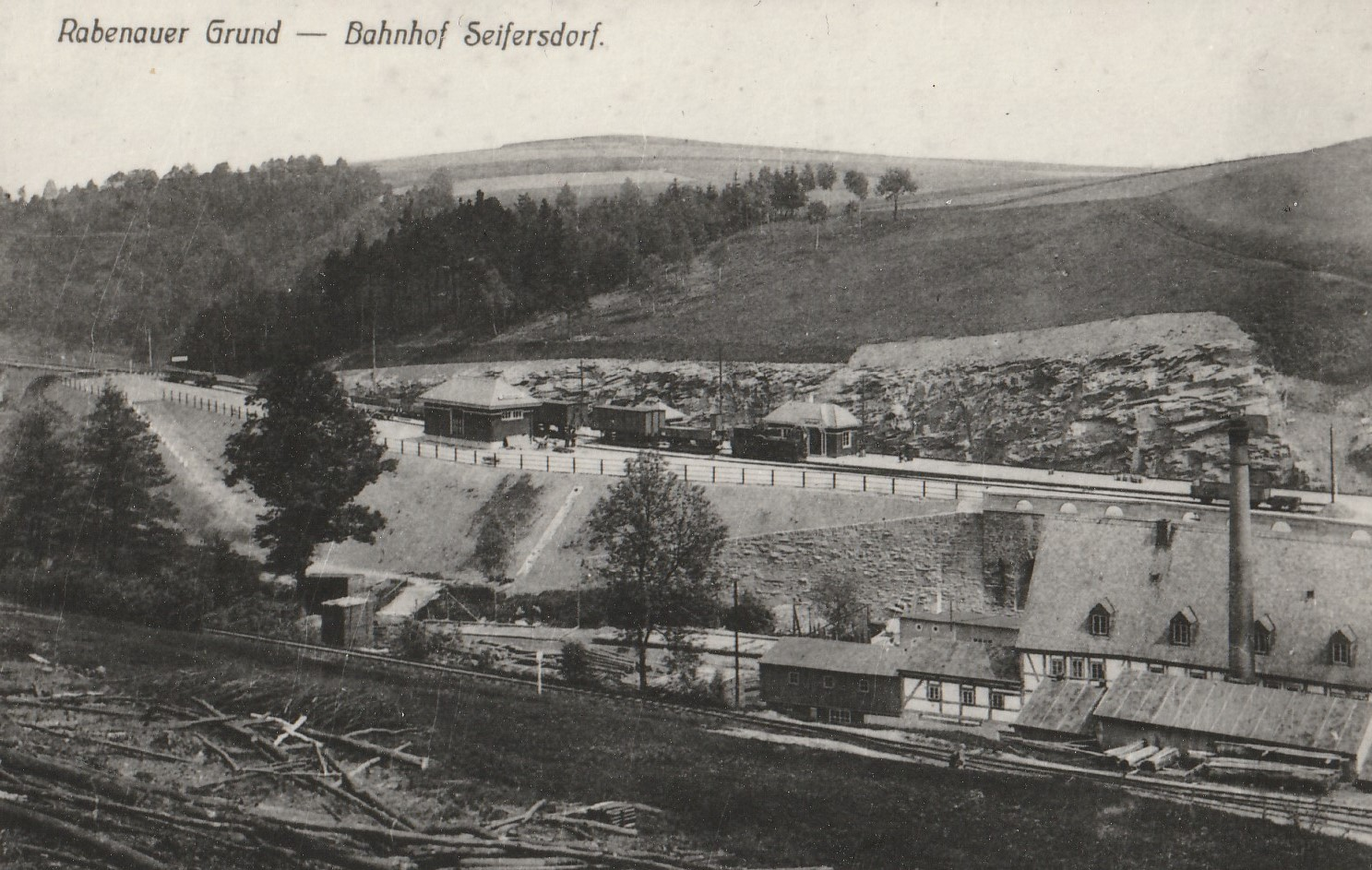
Die alte abgetragene Mühle mit der dahinter stehenden einstöckigen Kistenfabrik 1912

Die Seifersdorfer Mühle war eine wasserbetriebene Getreidemühle mit Sägewerk im Seifersdorfer Grund. Sie befand sich an der Roten Weißeritz unterhalb des Haltepunktes Seifersdorf der Weißeritztalbahn.

## Geschichte
Bereits im Jahre 1501 wird die Mühle erwähnt. Sie war Teil eines Hofkomplexes, der eine Hufen Land, achtzehn Hektar im Jahre 1929 umfasste. Im Jahre 1570 verstarb der Besitzer Antonius Pfund(t). Anthonius Pfundt der Jüngere übernahm im selben Jahr die Mühle, danach blieb sie bis 1886 in Familienbesitz. Eigentümer wurde nunmehr Karl Wilhelm Adolf Berger aus Kötschenbroda. Ihm folgte 1888 Gottfried Eduward Heinrich Berger. Weitere Besitzer waren: seit August 1888 Franz Louis Kämpfe, 1890 Christiane Louise verehelichte Leichsenberger, 1892 Karl Eduard Wilhelm Kolbe aus Radebeul, 1893 die Bau- und Handelsgesellschaft Schulze in Dresden, im September 1893 wieder Karl Eduard Wilhelm Kolbe, 1896 Ernst König, 1. Januar 1910 sein Sohn Ernst Bruno König, 1928 die Kraftwerke Freital AG die  den Hofkomplex nebst Sägewerk an Claußnitzer & Hillig verpachteten, 1943 wird Max Arthur Hillig Eigentümer.

### Mühle
Das Mühlengebäude wurde im Jahre 1716 als Mahl-, Öl- und Brettmühle mit 3 Gängen beschrieben. Der Hofkomplex bestand aus dem Auszugshaus neben der Mühle, dem Wirtschaftsgebäude, der Scheune mit gewölbten Stall und dem Wohnhaus. Das große Mühlengebäude bestand parallel der Möbelfabrik am Mühlgraben direkt an dem noch bestehenden großen Schornstein und ist wie die meisten Hofgebäude abgetragen.

### Die Möbelfabrik
Im Jahre 1896 ließ der Besitzer Karl Eduard Wilhelm Kolbe eine Kisten- und Holzrahmenfabrik als einstöckiges Werk direkt an der Weißeritz errichten, bereits 1893 ließ dieser das Stallgebäude abtragen und einen Holzlagerschuppen erbauen. 1917/18 erweiterte Ernst Bruno König durch Aufstockung das Kistenfabrikgebäude, bereits am 12. August 1926 meldete die Firma Ernst König unter dem Besitzer Bruno König  Insolvenz an. Nach einer Versteigerung am 14. Dezember 1928  und einem weiteren Konkursverfahren vom 25. April 1929, konnte die Insolvenz der Seifersdorfer Holzindustrie am 7. August 1929 aufgehoben werden. Der letzte Betreiber, die „Dresdner Polstermöbel GmbH“, stellte ihren Betrieb 1996 ein. Seit Januar 2025 laufen Vorbereitungsmaßnahmen für den für 2026 geplanten Abriss  der Möbelfabrik und Renaturierung des Geländes.
Das Mühlen- und Sägewerksgebäude ist bereits abgetragen worden. Das Mühlenwohnhaus befindet sich in Privatbesitz.